# Otwin van Dijk

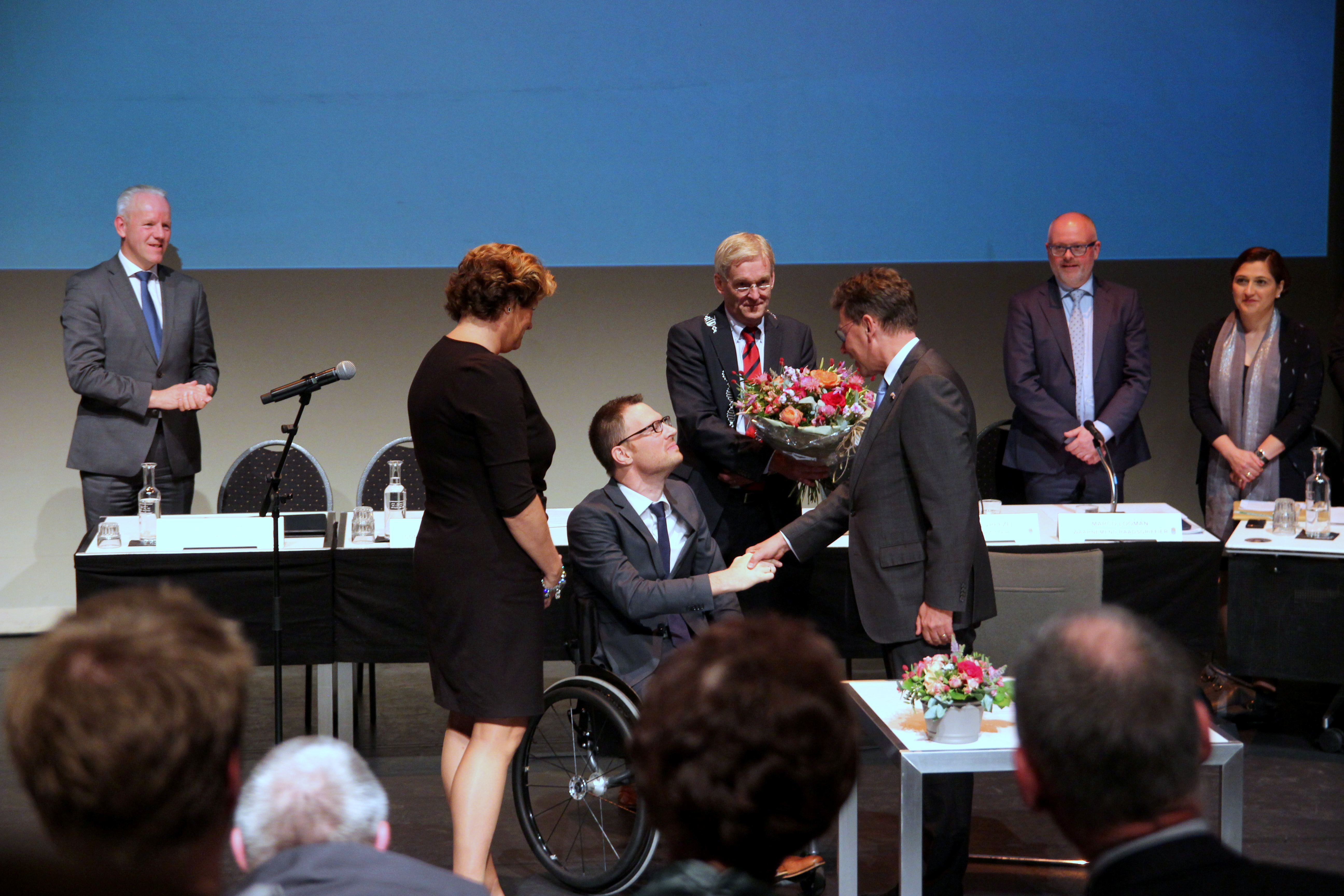
Van Dijk bei der Ernennung als Bürgermeister von Oude IJsselstreek, 2016 in der DRU Cultuurfabriek.

Otwin Evert Theodoor van Dijk (geboren am 22. April 1975 in Rhenen) ist ein niederländischer Politiker und ehemaliges Mitglied der Zweiten Kammer für die Partij van de Arbeid (PvdA). Von Juli 2016 bis März 2024 war er Bürgermeister der Gemeinde Oude IJsselstreek. Seit seinem Rücktritt ist er Vorstandsvorsitzender des Slingeland Hospitals in Doetinchem.

## Leben
Van Dijk studierte Jura an der Katholieke Universiteit Nijmegen. Danach wurde er Mitarbeiter der Gemeinde Nijmegen. Van Dijk sitzt aufgrund eines Unfalles, den er mit 18 Jahren hatte, im Rollstuhl. Seit 2009 ist er Vorsitzender einer landesweiten Arbeitsgruppe, die sich dem Thema Zugänglichkeit von Produkten und Dienstleistungen widmet.
Er ist verheiratet.

## Politik
Im Jahr 1998 kam Van Dijk für die PvdA in den Gemeinderat von Duiven. Von 2005 bis 2012 war er Beigeordneter (niederländisch wethouder) der Gemeinde Doetinchem. Im September 2012 wurde er in die Zweite Kammer des nationalen Parlaments gewählt.
Am 19. Mai 2016 hat der Gemeinderat von Oude IJsselstreek Van Dijk als neuen Bürgermeister angefragt. Am 8. Juli wurde er vom Kommissar des Königs in sein Amt eingeführt.